# ليبرتي ريزيرف
كانت ليبرتي ريزيرف (احتياطي الحرية) خدمة عملة رقمية مركزية مقرها كوستاريكا تُصنّف نفسها بأنها "أقدم وأسلم وأشهر معالج دفع يخدم ملايين المستخدمين حول العالم". كان عدد مستخدمي الموقع يتجاوز المليون عندما أغلقته حكومة الولايات المتحدة. جادل المدعون العامون بأنه بسبب ضعف الأمن لم يُكتشف النشاط الإجرامي المزعوم إلى حد كبير مما دفعهم في النهاية إلى الاستيلاء على الخدمة.
في مايو 2013 أغلق المدعون الفيدراليون الأمريكيون شركة ليبرتي ريزيرف بموجب قانون باتريوت وذلك بعد تحقيق أجرته السلطات في 17 دولة. ووجهت الولايات المتحدة اتهامات لمؤسس الشركة آرثر بودوفسكي وستة آخرين بغسل الأموال وإدارة شركة معاملات مالية غير مرخصة. ويُزعم أن ليبرتي ريزيرف استُخدمت لغسل أكثر من 6 مليارات دولار من عائدات الجريمة خلال تاريخها.

## روابط خارجية
- LibertyReserve.com على Archive.org
- لائحة اتهام وزارة العدل الأمريكية (محذوفة) ضد ليبرتي ريزيرف